# منصوره شجاعی
منصوره شجاعی (متولد ۱۳۳۷ در تهران) کتابدار سابق، مترجم، فعّال حقوق زنان، نویسنده و پژوهشگر ایرانی است. وی یکی از بنیانگذاران مرکز فرهنگی زنان، از مؤسسین کمپین یک میلیون امضا، عضو مؤسس و عضو هیئت مدیره اولین کتابخانه تخصصی زنان صدیقه دولت‌آبادی و کتابخانه زنان «بانوی اوز» و از اعضای مؤسس مدرسه فمینیستی است. وی به مدت ده سال به عنوان مسئول گروه کتاب و کتابخانه گویا برای کودکان نابینا با شورای کتاب کودک همکاری داشته‌است و تندیس تقدیر دفتر بین‌المللی کتاب برای کودک را در سال ۱۳۸۹ در ایران دریافت کرد.

## زندگی‌نامه
منصوره شجاعی ۱۳۳۷ در شهر تهران و کتابدار بازنشسته کتابخانه ملی است. وی پیش از انقلاب دانشجوی رشتهٔ مدیریت در مدرسهٔ عالی بازرگانی بود و با شروع انقلاب فرهنگی از دانشگاه اخراج شد. پس از بازگشایی دانشگاه‌ها، در رشتهٔ مترجمی فرانسوی تحصیلات دانشگاهی خود را ادامه داد. پس از بازنشستگی از طریق همکاری با یونیسف، شورای کتاب کودک و دیگر نهادهای مردمی در مناطق محروم کتابخانه‌های کوچک و سیّار برای زنان و کودکان ایجاد کرد. اوایل دههٔ هفتاد به مدّت دو سال عضو هیئت مدیرهٔ «جمعیت زنان مبارزه با آلودگی محیط زیست» بود و در این مدّت به تألیف و ترجمهٔ آثاری در حوزه اکوفمینیسم پرداخت. در سال ۱۳۸۷ به پیشنهاد شیرین عبادی برندهٔ جایزهٔ نوبل، طرح ایجاد موزهٔ تاریخ اجتماعی زنان ایران را آغاز کرد ولی بعد از وقایع انتخابات در سال ۱۳۸۸، زندانی شد و بازجویان زندان او را مجبور به توقّف طرح کردند.
شجاعی سال‌ها در فصلنامهٔ کتاب، جهان کتاب، مجلهٔ زنان، جنس دوم، فصل زنان، مجله نامه و تارنماهای حوزهٔ زنان قلم زده و کار پژوهشی کرده‌است که حاصل آن صدها مقالهٔ تألیفی و ترجمه است. همکاری با گروهی از مترجمان در ترجمهٔ مجموعهٔ دو جلدی «اخلاق زیست‌محیطی» و «همچون یک داستان» از آثاری است که به قلم او ترجمه شده‌است. انتشار کتابشناسی کتاب‌های گویا «کتابخانه‌های فراگیر» کتابشناسی تئاتر و کتابشناسی ریاضیات نیز با همکاری او منتشر شده‌است. در سال‌های ۲۰۱۱ تا ۲۰۱۳ با انجمن قلم آلمان و موزهٔ زنان نورنبرگ همکاری داشته‌است. حاصل این همکاری انتشار کتاب «خواهران شهرزاد» و چند داستان کوتاه به زبان آلمانی است که در مجموعه داستان‌های انجمن قلم آلمان منتشر شده‌است.
حاصل کار او صدها مقالهٔ تألیفی، پژوهشی و ترجمه در فصلنامه‌ها، مجلات و وبسایت‌های معتبر و نیز انتشار چند جلد کتاب فارسی و انگلیسی است. شجاعی به علّت فعّالیت در جنبش زنان بارها دستگیر و مورد بازجویی قرار گرفته و خانه‌اش بارها مورد هجوم نیروهای امنیتی قرارگرفته است. پس از رفع ممنوعیت چهارسالهٔ خروج از کشور به همت وکیلش نسرین ستوده، در سال ۱۳۸۹ به آلمان سفر کرد. ژانویهٔ ۲۰۱۱ از سوی انجمن قلم آلمان بورسیه‌ای سه ساله دریافت کرد و در همان دوران در موزه‌های زنان نروژ، آلمان و ایتالیا دوره‌های کوتاه مدت آموزشی گذراند و در شهر نورنبرگ با موزه زنان همکاری داشت که منجر به ایجاد موزه دیجیتالی جنبش زنان و عضویت در انجمن بین‌المللی موزه‌های زنان شد. از سال ۲۰۱۴ دررشته حقوق بشر و مطالعات جنسیت در مؤسسه علوم اجتماعی دانشگاه اراسموس ادامه تحصیل داد و اکنون به عنوان پژوهشگر حوزه زنان با دپارتمان علوم اجتماعی دانشگاه آزاد آمستردام (VUA) و مؤسسهٔ علوم اجتماعی ایران آکادمیا (ISSH) همکاری می‌کند.
منصوره شجاعی به علت فعالیت در جنبش زنان بارها مورد بازجویی قرارگرفته و خانه‌اش نیز مورد هجوم مأموران امنیتی بوده‌است. وی سه بار دستگیر و زندانی شده‌است. آخرین بار بعد از وقایع روز عاشورا در نیمه شب سوم دی ماه بود که با یورش مأموران امنیتی به منزل شخصی اش دستگیر و به بند ۲۰۹ زندان اوین منتقل شد. مدت کوتاهی پس از آزادی به قید وثیقه مجدداً مورد تعقیب و تهدید نیروهای امنیتی قرار گرفت و مجبور به ترک خانه و شهر خود شد. سرانجام پس از چهار سال ممنوعیت خروج از کشور، وکیل وی نسرین ستوده موفق به رفع ممنوعیت خروج او شد. در تابستان ۱۳۸۹، به قصد استراحت و دیدن اقوام به آلمان سفر کرد اما یک ماه بعد از سفر احضاریه‌ای از سوی دادسرای زندان اوین دریافت کرد. احضاریه دوم و سوم موجب شد که او بازگشت خود را به تعویق بیندازد. در ژانویه سال ۲۰۱۱ از سوی انجمن قلم آلمان بورسیه‌ای به مدت سه سال دریافت کرد و در شهر نورنبرگ ساکن شد. در این شهر با موزه زنان در چند طرح همکاری نزدیک داشت. وی از سال ۲۰۱۴ به عنوان دانشجوی کارشناسی ارشد در رشته حقوق بشر و مطالعات جنسیت در مؤسسه مطالعات اجتماعی دانشگاه اراسموس ادامه تحصیل داد و در حال حاضر به عنوان پژوهشگر با کمیته پژوهش‌های مدنی این مؤسسه (CIRI) همکاری می‌کند. منصوره شجاعی در خرداد ماه ۱۳۹۴ از سوی شعبه ۲۸ دادگاه انقلاب اسلامی به‌طور غیابی و بدون حضور وکیل مدافع خویش محاکمه و به جرم تبلیغ علیه نظام و اجتماع و تبانی به پنج سال زندان محکوم شد.

## کتابشناسی
- خواهران شهرزاد؛ زنان در ایران
- کتابشناسی ریاضیات
- کتابشناسی کتاب‌های گویا
- کتابشناسی تئاتر
- محیط زیست و اقتصاد
- اخلاق محیط زیست